# Ballett ist ausgefallen
Ballett ist ausgefallen ist ein deutscher Kurzfilm von Anne Wild aus dem Jahr 2002 mit Henriette Confurius und Matthias Schweighöfer in den Hauptrollen.

## Handlung
Elisa, zehn Jahre alt, lässt ihre Ballettstunde für sich ausfallen, um in das Eiscafé Dolomiti zu gehen, wo Holger, ein Schüler aus der 12a ihrer Schule, arbeitet. Sie möchte den jungen attraktiven Mann ansprechen, doch getraut sie sich das nicht. Stattdessen beobachtet Elisa die Gäste des Eiscafés. Sie versucht, sich in die Gedankenwelt der Gäste hineinzuversetzen und blickt dabei auch auf ihr eigenes Ich.

## Auszeichnung
- Berlinale 2002, Kinderfilmfest – Regiepreis der internationalen Jury für den besten Kurzfilm[2]